# 8301 Haseyuji
8301 Haseyuji (1995 BG2) là một tiểu hành tinh vành đai chính được phát hiện ngày 30 tháng 1 năm 1995 bởi T. Kobayashi ở Oizumi.